# Køge Bugt
Die Køge Bugt (deutsch Køgebucht) ist ein an der südlichen Westküste des Öresund gelegenes, offenes Gewässer östlich der dänischen Insel Seeland. Die Bucht erstreckt sich von der Insel Amager im Norden bis zur Halbinsel Stevns im Süden. Mit einer Wassertiefe von fünf bis zehn Meter ist es ein eher flaches Gewässer, das erst ganz im Süden in Höhe der Steilküste Stevns Klint größere Tiefen erreicht.
Im Zentrum liegt die Hafenstadt Køge, nach der die Bucht benannt ist. Von Køge Havn, einem der ältesten Häfen Dänemarks, queren seit 2004 Fährschiffe der Reederei BornholmerFærgen die Bucht in Richtung Rønne auf Bornholm.
Der gesamte Küstenabschnitt bis Køge ist als einer der „Finger“ des Fingerplans, nach dem sich das Wachstum im Kopenhagener Großraum orientiert, dicht besiedelt. Die Bauplanung regelt seit den 1960er Jahren ein kommunal übergreifender Stadtentwicklungsplan, Køge Bugt-planen, im Zuge dessen die küstennahe S-Bahn von der Hauptstadt bis Køge gebaut wurde. Entlang der Strecke entstanden zwischen Avedøre bis Jersie neun neue S-Bahn-Stationen, um die herum Platz für die Neuansiedlung von jeweils 10–20.000 Bewohner (insgesamt 150.000) geplant wurde.

## Køge Bugt Strandpark
Zwischen Avedøre Holme (Hvidovre Kommune) und Greve Strand (Greve Kommune) liegt das Naherholungsgebiet Køge Bugt Strandpark (auch Strandparken), ein etwa 5 km² großer Park mit künstlicher Strand- und Dünenlandschaft, der 1976–1979 rund 400–500 Meter vor der Küste ins Meer gebaut wurde. Die Aufschüttung des sieben Kilometer langen Strandabschnitts erfolgte auch aus Gründen des Küstenschutzes für das Hinterland. Vier Yachthäfen wurden in dem Bereich angelegt: in Brøndby, Vallensbæk, Ishøj und Hundige.

## Seeschlachten
| 1677 war die Ostseebucht Schauplatz der zweitägigen Seeschlacht in der Køgebucht. Bei dem während des Schonischen Krieges (1674–1679) ausgetragenen Kampfes besiegte die unterlegene, dänische Flotte die Angreifer aus Schweden und gewann damit die Seeherrschaft zurück. Für die schwedische Flotte bedeutete die verlustreiche Schlacht eine der empfindlichsten Niederlagen in ihrer Geschichte. Eine weitere Seeschlacht ereignete sich hier 1710 während des Großen Nordischen Krieges, bei dem das dänische Linienschiff Dannebroge versenkt wurde. An den Offizier Ivar Huitfeldt (1665–1710) und seine rund 500 Besatzungsmitglieder, die bei dem Angriff ihr Leben ließen, erinnert heute eine Denkmalsäule an der Kopenhagener Langelinie. Die Säule ist mit Kanonenteilen geschmückt, die wie der Anker 1872–1875 aus dem noch in der Køge Bugt befindlichen Wrack geborgen wurden. |